# Johan Condega
Johan Salomón Condega Hernández (San José, 15 de marzo de 1984) es un futbolista costarricense que juega como delantero en el Municipal Santa Ana de la Primera División de Costa Rica.

## Trayectoria
Johan Condega inició su carrera deportiva junto a Cristhian Lagos en la divisiones menores del UCR Fútbol Club. Debutó en la Segunda División con ese equipo en el año 2002, con 18 años, en el que ya le llamaban "Condegol" por su gran destreza para marcar goles. En 2004, llegó a la Primera División jugando con la Liga Deportiva Alajuelense.
Sin embargo, a la siguiente temporada y luego de una escasa participación, abandonó el club rojinegro y desde entonces ha jugado con diversos equipos de la Primera y Segunda División de su país, siendo el Uruguay de Coronado con el que más ha destacado. En febrero de 2014, trascendió que había logrado un precontrato por una temporada con el Liaoning Whowin F.C de China. Sin embargo, al no llegarse a un acuerdo económico con ese equipo, decidió quedarse en el país.
Para el torneo de Invierno de 2014, Condega firmó con el Club Sport Cartaginés. Luego de dos campeonatos con los blanquiaazules, pasó a fomrar parte del Club Sport Herediano.

### Selección nacional
En el 2014 fue convocado para disputar la Copa UNCAF que se realizaría en Estados Unidos. Integraría el grupo "A" junto a Panamá y Nicaragua. Debutó en la victoria de los "ticos" por 3-0 ante Nicaragua. Costa Rica saldría campeón tras derrotar en la final a Guatemala. Johan participó en 2 partidos de titular de 4 posibles.

## Clubes
| Club                              | País        | Año             |
| --------------------------------- | ----------- | --------------- |
| UCR Fútbol Club                   | Costa Rica  | 2002-2003       |
| Liga Deportiva Alajuelense        | Costa Rica  | 2004-2005       |
| Asociación Deportiva Carmelita    | Costa Rica  | 2005-2006       |
| Municipal Pérez Zeledón           | Costa Rica  | 2006            |
| Asociación Deportiva Santacruceña | Costa Rica  | 2007            |
| Santos de Guápiles                | Costa Rica  | 2007-2009       |
| Club Sport Uruguay de Coronado    | Costa Rica  | 2010-2012       |
| Club Sport Herediano              | Costa Rica  | 2012-2013       |
| Club Sport Uruguay de Coronado    | Costa Rica  | 2013-2014       |
| Club Sport Cartaginés             | Costa Rica  | 2014-2015       |
| Club Sport Herediano              | Costa Rica  | 2015-2016       |
| Sonsonate Fútbol Club             | El Salvador | 2017            |
| Municipal Grecia                  | Costa Rica  | 2017-2018       |
| UCR Fútbol Club                   | Costa Rica  | 2018-2019       |
| CD Barrio México                  | Costa Rica  | 2019            |
| La U Universitarios               | Costa Rica  | 2020            |
| Asociación Deportiva Guanacasteca | Costa Rica  | 2020-2021       |
| Municipal Santa Ana               | Costa Rica  | 2023-actualidad |

## Palmarés

### Títulos nacionales
| Título                         | Equipo                | País       | Año  |
| ------------------------------ | --------------------- | ---------- | ---- |
| Torneo de Copa de Costa Rica   | Club Sport Cartaginés | Costa Rica | 2014 |
| Primera División de Costa Rica | Club Sport Herediano  | Costa Rica | 2016 |

### Títulos internacionales
| Título                     | Equipo                  | País           | Año  |
| -------------------------- | ----------------------- | -------------- | ---- |
| Copa Centroamericana Uncaf | Selección de Costa Rica | Estados Unidos | 2014 |